# Ilattia obstructa
Ilattia obstructa là một loài bướm đêm trong họ Noctuidae.